# William Grover-Williams
William Charles Frederick Grover-Williams, född den 16 januari 1903 i Montrouge, avrättad den 18 mars 1945 i koncentrationslägret Sachsenhausen, var en brittisk racerförare och SOE-agent.
Grover-Williams växte upp i Frankrike med en brittisk far och en fransk mor. Efter första världskriget flyttade familjen till Monaco. Grover-Williams började tävla på motorcykel under pseudonymen W Williams, innan han gick över till bilsport. Han var som mest framgångsrik i slutet av 1920-talet då han bland annat vann Frankrikes Grand Prix två år i rad samt det allra första Monacos Grand Prix 1929.
I samband med Frankrikes fall 1940 flydde Grover-Williams till England. På grund av sin tvåspråkighet rekryterades han till Special Operations Executive. Under ett uppdrag i Frankrike arresterades Grover-Williams i augusti 1943. Han fördes senare till Sachsenhausen, där han avrättades våren 1945.
I spelet The Saboteur från 2009 baseras huvudpersonen Sean Devlin på Grover-Williams.